# Guillem I d'Utrecht
Guillem I d'Utrecht (mort el 17 d'abril de 1076) va ser bisbe d'Utrecht entre 1054 i 1076. Va ser enterrat a la catedral de Sant Martí d'Utrecht
Va ser representant típic de sistema alemany imperial en el que els bisbes van ser els principals funcionaris de l'imperi. Era un fidel seguidor del rei Enric IV d'Alemanya. Guillem va ser nomenat bisbe quan hi havia un guerra en contra de West Frísia -més tard part del comtat d'Holanda- L'exèrcit imperial va conquerir gran part de West Frísia el 1061, quan Teodoric V d'Holanda va donar tot el comtat per al bisbat d'Utrecht el 1064. El conjunt de West Frísia va ser conquerit l'any 1076 amb l'ajut del duc Godofreu III de Baixa Lotaríngia.
Guillem va participar en la Gran Peregrinació alemanya de 1064-1065. Va donar suport al rei durant la lluita de les investidures. Al Sínode de Worms el 1076 ell va demanar la desobediència cap a Gregori VII. Gran part de West Frísia es va ser recuperat pel comte Teodoric després de la mort del bisbe Guillem en el mateix any.